# Miloslav Bednařík
Miloslav Bednařík (* 30. Januar 1965 in Olmütz; † 16. Juni 1989 in Brünn) war ein tschechoslowakischer Sportschütze im Trap.

## Erfolge
Miloslav Bednařík wurde 1985 in Montecatini Terme und 1986 in Suhl in der Einzelkonkurrenz ebenso Weltmeister wie auch 1986 in der Mannschaftskonkurrenz. 1985 hatte er mit der Mannschaft noch Bronze gewonnen. 1988 nahm Bednařík an den Olympischen Spielen in Seoul teil. Mit 148 bzw. weiteren 49 Punkten zog er über die erste Runde und das Halbfinale als Zweiter ins Finale ein. In diesem blieb er ebenso wie der punktgleiche Dmytro Monakow fehlerlos, sodass die Entscheidung über den Olympiasieg erst im Stechen fiel. Nachdem beide sieben Ziele trafen, verfehlte Bednařík das achte Ziel. Monakow dagegen traf auch dieses und gewann die Goldmedaille, womit für Bednařík Silber blieb.
Ein Jahr darauf verunglückte Bednařík bei einem Motorradunfall tödlich.